# Orthoporus triquetrus
Orthoporus triquetrus är en mångfotingart som beskrevs av Loomis 1936. Orthoporus triquetrus ingår i släktet Orthoporus och familjen Spirostreptidae. Inga underarter finns listade i Catalogue of Life.